# Giorgio Marengo
Giorgio Marengo I.M.C. (Cuneo, 7 juni 1974) is een Italiaans geestelijke en een kardinaal van de Rooms-Katholieke Kerk.
Marengo trad in 2000 in bij de orde der Consolata Missionarissen (I.M.C.), waarbij hij op 26 mei 2001 priester werd gewijd. 
Op 2 april 2020 werd Marengo benoemd tot apostolisch prefect van Ulaanbaatar en tot titulair bisschop van Castra Severiana; zijn bisschopswijding vond plaats op 8 augustus 2020.
Marengo werd tijdens het consistorie van 27 augustus 2022 kardinaal gecreëerd. Hij kreeg de rang van kardinaal-priester. Zijn titelkerk werd de San Giuda Taddeo Apostolo. Hij werd hierdoor het jongste lid van het College van Kardinalen.